# Elisa Cegani
Elisa Angela Maria Cegani (11 de junho de 1911 — 23 de fevereiro de 1996) foi uma atriz italiana, que já apareceu em mais de 60 filmes entre 1935 e 1983.